# Seroa

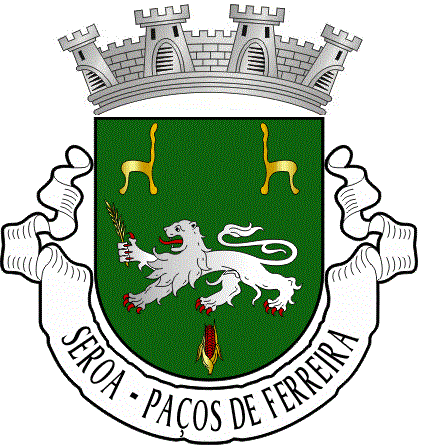
Brasão da Vila de Seroa

Seroa é uma vila portuguesa sede da Freguesia de Seroa do Município de Paços de Ferreira, freguesia com 6,05 km² de área e 3756 habitantes (censo de 2021), tendo, por isso, uma densidade populacional de 620,8 hab./km².
A vila de Seroa, localizada no concelho de Paços de Ferreira, é uma vila dinâmica que se destaca pelo seu forte setor comercial, em especial pelo comércio de mobiliário e artigos afins. Este setor está amplamente distribuído pela vila e apresenta uma concentração significativa no Multipark, um espaço urbano moderno e dinâmico, inserido num ambiente verde aprazível que proporciona um equilíbrio entre desenvolvimento e natureza.
Seroa possui um vasto património histórico e arquitetónico, cujas origens remontam ao Neolítico, com vestígios de uma antiga mamoa que evidenciam a ocupação ancestral da região. Durante a Idade Média, a localidade foi um importante entreposto para almocreves, desempenhando um papel essencial nas rotas comerciais da época. Entre os seus monumentos mais emblemáticos, destaca-se a antiga Igreja Matriz, cuja fundação remonta ao século XVIII, e a Igreja Nova de Seroa, uma construção vanguardista que reflete a modernidade e inovação da vila.
Além do seu património religioso e histórico, Seroa abriga importantes serviços de âmbito regional e nacional, como os estabelecimentos prisionais do Vale do Sousa e a Cadeia Central do Norte. Nas proximidades, encontra-se a Estação de Radar N.º 2, assim como uma grande indústria de mobiliário multinacional de origem sueca, sendo um dos maiores empregadores da região, contribuindo significativamente para a economia local.
A comunidade de Seroa é vibrante e conta com diversas coletividades que promovem atividades culturais, desportivas e recreativas. Entre elas, destacam-se o Clube Desportivo Leões de Seroa, o Agrupamento de Escuteiros 765 e o Clube Motard Mustache Bastards, o Rancho Folclórico de S. Mamede de Seroa, o movimento Vicentino, a Associação de Pais do Centro Escolar de Seroa, as Comissões de Festas do Senhor (Corpo de Deus) e S. Mamede, entre outros, que desempenham um papel fundamental na dinamização social da vila.
No que toca a espaços de lazer, Seroa oferece diversas opções para os seus habitantes e visitantes. O Parque de Lazer, o parque desportivo e o parque escutista são locais ideais para atividades ao ar livre e momentos de convívio. Além disso, a vila conta com uma vasta oferta de estabelecimentos de diversão e restauração, proporcionando uma experiência gastronómica e de entretenimento variada e de qualidade.
Seroa destaca-se, assim, como uma vila em constante crescimento, que alia tradição e modernidade, promovendo o bem-estar dos seus habitantes e atraindo visitantes e investidores para uma região rica em história, cultura e oportunidades económicas. 

## Demografia
A população registada nos censos foi:
| Distribuição da População por Grupos Etários | Distribuição da População por Grupos Etários | Distribuição da População por Grupos Etários | Distribuição da População por Grupos Etários | Distribuição da População por Grupos Etários |
| -------------------------------------------- | -------------------------------------------- | -------------------------------------------- | -------------------------------------------- | -------------------------------------------- |
| Ano                                          | 0-14 Anos                                    | 15-24 Anos                                   | 25-64 Anos                                   | > 65 Anos                                    |
| 2001                                         | 603                                          | 570                                          | 2210                                         | 278                                          |
| 2011                                         | 458                                          | 440                                          | 2360                                         | 388                                          |
| 2021                                         | 433                                          | 338                                          | 2386                                         | 599                                          |